# Пашківська сільська рада (Козельщинський район)
Пашківська сільська рада — колишній орган місцевого самоврядування у Козельщинському районі Полтавської області з центром у селі Пашківка.

## Населені пункти
Сільраді були підпорядковані населені пункти:
- c. Пашківка
- с. Булахи
- с. Бутоярівка
- с. Калашники
- с. Ольгівка